# ایستگاه تاماگاوا (توکیو)
ایستگاه تاماگاوا (به ژاپنی: 多摩川駅, Tamagawa-eki)، یک ایستگاه قطار در اوتا-کو، توکیو، ژاپن است که توسط شرکت راه‌آهن توکیو اداره می‌شود.